# Pythagore de Samos (sculpteur)
Ne doit pas être confondu avec Pythagore de Rhégion ou Pythagore.
Pythagore de Samos (en grec ancien : Πυθαγόρας), vivant au Ve siècle av. J.-C., est un sculpteur grec originaire de Samos travaillant à Rhêgion.

## Biographie
Pline l'Ancien le distingue du sculpteur plus tard renommé Pythagore de Rhégion ainsi que de Pythagore, philosophe et mathématicien lui aussi originaire de Samos, établi à Rhêgion (Rhegium en latin). Pline l'Ancien dit cependant que le sculpteur avait une ressemblance personnelle remarquable avec le mathématicien. Il n'y a aucune indication précise de ses dates de vie et de mort. Philip Smith a accepté l'opinion de Karl Julius Sillig (en) (1801–1855) selon laquelle l'Olympiade 87 (vers 428 av. J.-C.), date donnée par Pline, doit être rapportée à Pythagore de Samos plutôt qu'à Pythagore de Rhégion ; d'autres auteurs considèrent qu'il est possible qu'il ait vécu plus près du début du Ve siècle av. J.-C. Les écrivains modernes considèrent qu'il est certain que ces deux citations doivent être rapportées au même artiste. Ce Pythagore faisait peut-être partie d'un groupe d'exilés samiens qui ont déménagé vers la 71e olympiade à Zancle, Messine, conquise par les Samiens, au début du Ve siècle av. J.-C. et sont tombés sous le pouvoir d'Anaxilas, tyran de Rhêgion.
Pythagore a d'abord été un peintre, mais s'est finalement tourné vers la sculpture, se concentrant apparemment sur les portraits de champions sportifs des villes hellénisées de la Grande-Grèce et de la Sicile. Il a été célébré comme l'auteur de sept statues nues (dont certains théorisent avoir été une représentation des Sept contre Thèbes), et celle d'un vieil homme, qui, à l'époque de Pline, se tenait près du temple de Fortuna Huiusce Diei ("La fortune de ce jour"), que Quintus Lutatius Catulus avait construit en accomplissement d'un vœu fait à la bataille de Verceil (101 av. J.-C.). Pausanias, dans Description de la Grèce mentionne une statue à ce nom, et énumère plusieurs de ses œuvres, dont une sculpture du boxeur Euthymos, sans mentionner la ville natale de cet artiste. La base de la statue a cependant été retrouvée à Olympie, sur laquelle Pythagore se désigne comme « le Samien ».